# Sean Grandillo
Sean Grandillo (n. 9 de diciembre de 1992, Cleveland, Ohio) es un actor, cantante y músico estadounidense conocido por prestar su voz para el papel de Otto en la obra de teatro de Broadway de 2015 Spring Awakening y a Eli Hudson en la serie de televisión de MTV Scream.

## Biografía
Grandillo nació en Cleveland pero fue criado en Aurora, Ohio. Fue educado en la Leighton Elementary School y graduado de la Aurora High School. Asistió a la Universidad Ithaca donde estudió teatro musical, pero abandonó sus estudios para unirse al reparto de Spring Awakening en Los Ángeles. Grandillo mantiene una relación con la actriz Kimiko Glenn.

### Carrera
En 2014, Grandillo audicionó para la producción de Spring Awakening para Deaf West Theatre mientras se encontraba en un receso de sus clases en la universidad, y se mudó a Los Ángeles dos semanas más tarde para protagonizar en el musical. Yéndose con la compañía cuando la puesta se trasladó a Broadway, tocando el contrabajo en la banda y prestando su voz para el personaje de Otto Lämmermeier, mientras que el actor sordo Miles Barbee interpreta el personaje en lenguaje de señas.
En 2015, apareció como estrella invitada interpretando a Cooper (el novio del personaje de Indiana Evans) en dos episodios de la primera temporada de la serie de televisión dramática de la ABC Secrets and Lies. El 15 de octubre de 2015, Grandillo estrenó su primer sencillo New.
En enero de 2016, Grandillo apareció en un episodio de Law & Order: Special Victims Unit dirigido por Mariska Hargitay interpretando a Chris Roberts, un estudiante de tercer año de preparatoria quien es acusado de abusar sexualmente un estudiante de primer año. Poco después apareció en la película sobre porno gay King Cobra, dirigida por Justin Kelly, donde compartió créditos con James Franco. En marzo de 2016 obtuvo el papel recurrente de Eli Hudson en la segunda temporada de Scream.
Èl interpreta al novio de Kenny, Brett Young, en la serie de comedia de ABC The Real O'Neals.

## Música
El 15 de octubre de 2015, Grandillo lanzó su primer sencillo, New. En agosto de 2016, lanzó su segundo sencillo, Why Is It so Hard to Change. El 2 de septiembre de 2016, Grandillo lanzó su primer EP, también titulado Why Is It so Hard to Change.
El 25 de agosto de 2017, Grandillo lanzó su álbum debut titulado Necessarily Trouble en iTunes y Spotify.

## Filmografía
| Cine       | Cine                              | Cine                | Cine              |
| Año        | Película                          | Rol                 | Notas             |
| ---------- | --------------------------------- | ------------------- | ----------------- |
| 2016       | Madtown                           | Aaron Lewis (joven) |                   |
| 2016       | King Cobra                        | Caleb               |                   |
| Televisión |                                   |                     |                   |
| Año        | Título                            | Rol                 | Notas             |
| 2015       | Secrets and Lies                  | Cooper              | 2 episodios       |
| 2016       | Law & Order: Special Victims Unit | Chris Roberts       | 1 episodio        |
| 2016       | Scream                            | Eli Hudson          | Elenco recurrente |
| 2016       | Scream After Dark!                | Él mismo            | 1 episodio        |
| 2016       | The OA                            | Miles Brekov        | 1 episodio        |
| 2016–17    | The Real O'Neals                  | Brett               | 5 episodios       |
| 2018       | Rise                              | Jeremy              | 10 episodios      |

## Teatro
| Año     | Obra             | Rol        | Notas                   |
| ------- | ---------------- | ---------- | ----------------------- |
| 2014    | Spring Awakening | Otto (voz) | Deaf West Theatre       |
| 2015    | Spring Awakening | Otto (voz) | Wallis Annenberg Center |
| 2015-16 | Spring Awakening | Otto (voz) | Brooks Atkinson Theatre |

## Discografía

### EP(s)
| Título                      | Detalles                                                                        |
| --------------------------- | ------------------------------------------------------------------------------- |
| Why Is It so Hard to Change | - Estreno: 2 de septiembre de 2016 - Formatos: descarga digital - Discográfica: |

### Singles
| Título                                                 | Año  | Álbum                       |
| ------------------------------------------------------ | ---- | --------------------------- |
| "Break Free / Problem" (David Levitz & Sean Grandillo) | 2014 | —                           |
| "Latch / All of Me" (David Levitz & Sean Grandillo)    | 2014 |                             |
| "New"                                                  | 2015 |                             |
| "Why Is It so Hard to Change"                          | 2016 | Why Is It so Hard to Change |